# Ashram Shambala
 (juillet 2022).
 (novembre 2022).
Ashram Shambala (orthographié originellement en alphabet cyrillique : Ашрам Шамбалы) est une secte russe fondée à Novossibirsk en 1989 par Konstantin Rudnev. C'est un mélange de spiritualité traditionnelle sibérienne et de divers enseignements occultes ou ésotériques (yoga, tantrisme, astrologie, taoïsme, tengrisme...). La secte compte au moins 20.000 adeptes dans le monde. Depuis sa création, le mouvement, qualifié par les experts comme un des plus dangereux au monde, s'est d'abord développé dans les pays de l'ancienne U.R.S.S., avant de gagner presque tous les pays du monde.

## Histoire
Le fondateur de la secte Ashram Shambala, Konstantin Rudnev, diplômé d'une école d'ingénieur, a servi dans l'Armée Soviétique où on lui a offert[Quoi ?] de créer un monastère de type Shaolin. Lors de son service il a déraisonnablement ouvert le feu avec un fusil d'assaut, ce qui lui a valu d'être envoyé à l'hôpital psychiatrique de Samara. En 1989, il en est sorti et est retourné à Novossibirsk où il a fondé Ashram Shambala avec des dévots principalement féminins.
Lorsque la secte a regroupé un nombre suffisant d'adeptes, Rudnev a commencé à tenir des cours de spiritualité sur le site de l'école de la rue Relsovaya dans le district de Zaeltsovsky, il se faisait appeler alors le Guru Sotidanandana et s'inventait une légende où il avait pour maître un sage vivant dans les montagnes du Tibet. Il s'est prétendu ensuite grand chaman et un extra-terrestre, venant de l'étoile Sirius pour sauver l'humanité.
Konstantin Rudnev a été arrêté en 1999 et interné à nouveau en hôpital psychiatrique, il s'en est enfui durant une visite médicale. En 2005, il a été arrêté à nouveau et aucune charge n'a pu être retenue contre lui. En 2010, il a été arrêté avec cette fois-ci une perquisition du lieu de base de la secte, à Novossibirsk. Le procès s'est tenu en 2013 et la cour de Novossibirsk a condamné Rudnev à 11 ans d'incarcération dans un centre de haute sécurité. Il a été condamné pour avoir créé une association de malfaiteurs prônant la violence et portant atteinte aux droits humains et civils, il a été aussi reconnu coupable de viols, d'agressions sexuelles, de pédopornographie et de trafic de drogues Son arrestation n'a pas empêché la secte de continuer à être active, notamment sous la houlette de la Sud-Américaine Soledad Domec.

## Caractéristiques de la secte
Les adeptes se réfèrent à un livre écrit par Konstantin Rudnev, un livre intitulé The way of the fool. Un livre subversif qui prône un reniement total de la famille, un abandon complet des modes de vie traditionnels, et une glorification de l'énergie sexuelle des jeunes femmes.
Les adhérents pratiqueraient au sein du mouvement le sexe en groupe et la zoophilie,. Ils vivent dans des conditions indignes et très difficiles, ne dormant qu'environ trois heures par nuit et ne mangeant que le strict minimum. Il leur arrive de perdre leurs dents et on leur dit que c'est bon signe, qu'ils n'ont pas à se soucier d'avoir des dents puisque l'humanité du futur n'en aurait plus besoin, se nourrissant uniquement de l'énergie divine.
Beaucoup d'adeptes ont perdu tous leurs biens pour pouvoir tout donner à la secte.